# Olaf Kühnemann

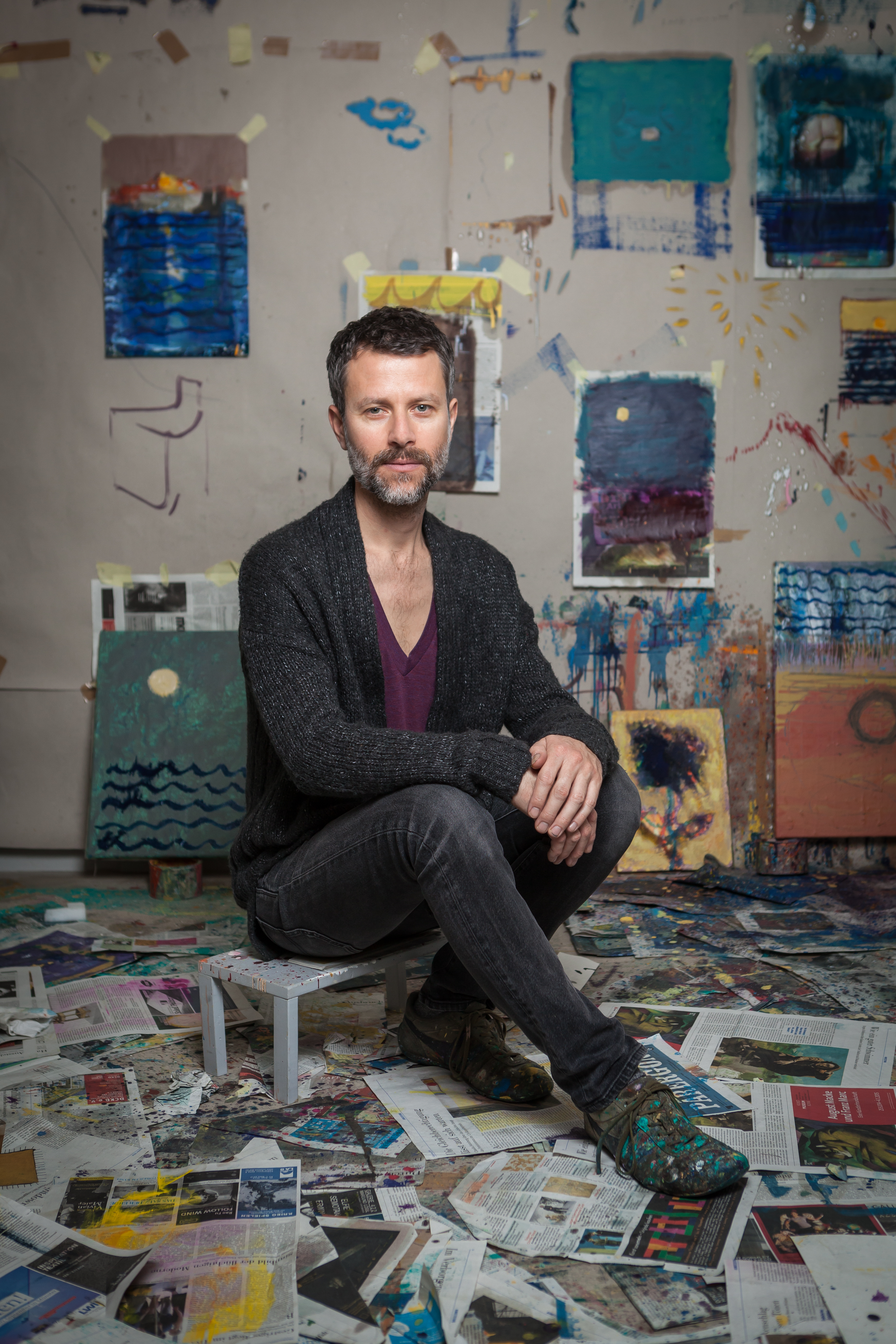
Olaf Kühnemann (2015)

Olaf Kühnemann (hebräisch אולף קונמן; geboren am 24. November 1972 in Basel) ist ein israelisch-deutscher Maler. Kühnemann lebt und arbeitet in Berlin und Tel Aviv.

## Leben
Olaf Kühnemann wurde 1972 als Sohn deutscher Eltern geboren. Bis zu seinem vierten Lebensjahr wuchs er in Arlesheim in einer Familie auf, die stark von der Anthroposophie geprägt war, auf der auch Glaube und berufliche Tätigkeit seiner Eltern basierten. Aufgrund der Scheidung seiner Eltern und der zweiten Ehe seiner Mutter mit dem israelischen Theaterwissenschaftlers Shimon Levi zog die Familie 1977 nach Montreal und 1980 nach Herzlia.
In Herzlia lernte Kühnemann seinen ersten Kunstlehrer, den Bildhauer Zvi Lachman, kennen. Mit zehn Jahren wurde er sein Schüler und später Lehrling in seinem Atelier. Von 1987 bis 1988 besuchte Kühnemann die anthroposophische Michael Hall School in East Sussex, England, worauf er nach Israel zurückkehrte. Mit 18 Jahren zog er nach New York. Er studierte an der Studio School bei David Paulson und an der Parson School of Design, wo er 1994 seinen Master of Fine Arts erhielt.
1994 kehrte er nach Israel zurück und trat in die Givon Art Gallery in Tel Aviv als Assistent ein. Während der folgenden acht Jahre arbeitete er mit israelischen Künstlern wie Moshe Gershuni, Micha Ullman, Yair Garbuz, Uri Katzenstein, Raffi Lavie und anderen. Er lehrte außerdem u. a. an der Midrasha School of Art, am Bet Berl College und am Avni Institute.
Seine Arbeiten als freier Künstler zwischen 2000 und 2009 beruhten auf der Auseinandersetzung mit Familienfotografien aus verschiedenen Phasen seines Lebens (Deutschland, Schweiz, Kanada, Israel, Niederlande, USA). Er malte Szenen und Porträts seiner deutsch-israelischen Familie, wie das Gemälde in Öl „Arlesheim Living Room“, das einen Ort seiner Kindheit in der Schweiz zeigt. In späteren Arbeiten begann er die Figuren zu isolieren und aus ihrem szenischen Zusammenhang zu lösen.
2009 zog er nach Berlin. Seit 2021 arbeitet er als Kreativdirektor für „LABA Berlin“, eine Initiative, die sich als „Laboratorium für jüdische Kultur“ versteht, in Zusammenarbeit mit dem Jüdischen Zentrum Synagoge Fraenkelufer.
Kühnemann ist mit Tal Alon verheiratet, die in Israel die Nachrichtenredaktion einer großen Tageszeitung leitete, und in Berlin 2012 „Spitz“, das erste hebräischsprachige Magazin in Deutschland seit dem Holocaust gründete. Er hat zwei Söhne.

## Ausstellungen (Auswahl)
Einzelausstellungen
- 1999: Golem, Start Art Gallery, Tel Aviv, Israel
- 2005: Family Papers (It’s Me: Auto/biography), Herzliya Museum of Contemporary Art, Israel[5]
- 2007: Homescapes, The Heder Gallery, Tel Aviv, Israel
- 2007: Hornby Island, Tel Aviv Artists’ Studios, Israel
- 2008: Family, Tree, Gallery 39 for Contemporary Art, Tel Aviv, Israel[6]
- 2009: Schichten/Layers, Samuelis Baumgarte Galerie, Bielefeld[6]
- 2011–2012: Balancing Acts, Alon Segev Gallery, Tel Aviv, Israel
- 2014: Turpentine Dreams, Feinberg Projects, Tel Aviv, Israel
- 2015: Heartworn Highways, CIRCLE1, Berlin
- 2015: HERE, Duo exhibition, Galerie Franzkowiak, Berlin
- 2015: Paintings, A4 and some things, Künstlerhaus Bethanien, Berlin
- 2018 Bicycle Temple, Haifa Museum of Art, Haifa, Israel[7]

Gruppenausstellungen
- 2020: Family Business. Erinnern als künstlerisches Motiv. Centrum Judaicum, Berlin[8]
- 2021: Hiersein, Being Here, להיות כאן, Gruppenausstellung anlässlich des Festjahres 1700 Jahre jüdisches Leben in Deutschland, Kommunale Galerie Berlin[9]

## Auszeichnungen
- 1992: Award of Excellence for Painting, National Arts Club, Manhattan NY, USA[1]
- 2008: Isracard Award, Tel Aviv Museum of Art, Israel[1]